# Miheret Asegele Gebreyewhans
Miheret Asegele Gebreyewhans, née le 11 septembre 1997, est une coureuse cycliste éthiopienne.

## Carrière
Elle obtient la médaille de bronze en contre-la-montre par équipes aux Jeux africains de 2019 à Casablanca. 
Aux Championnats d'Afrique de cyclisme sur route 2021 au Caire, elle remporte la médaille de bronze en contre-la-montre par équipes ainsi qu'en contre-la-montre par équipes mixtes.

## Palmarès
- 2016
  -  Médaillée d'argent du championnat d'Afrique du contre-la-montre par équipes
  - 3e du championnat d'Éthiopie du contre-la-montre
- 2018
  - 2e du championnat d'Éthiopie du contre-la-montre
- 2019
  - 2e du championnat d'Éthiopie du contre-la-montre
  -  Médaillée de bronze du contre-la-montre par équipes aux Jeux africains
- 2021
  -  Médaillée de bronze du championnat d'Afrique du contre-la-montre par équipes
  -  Médaillée de bronze du championnat d'Afrique du contre-la-montre par équipes mixtes